# Schizogenius depressa
Schizogenius depressa är en skalbaggsart som beskrevs av Leconte 1851. Schizogenius depressa ingår i släktet Schizogenius och familjen jordlöpare. Inga underarter finns listade i Catalogue of Life.